# Ygrande
Ygrande ist eine französische Gemeinde mit 778 Einwohnern (Stand 1. Januar 2022) im Département Allier in der Region Auvergne-Rhône-Alpes. Sie gehört zum Arrondissement Moulins und zum Kanton Bourbon-l’Archambault.

## Geografie
Die Gemeinde Ygrande liegt in der Landschaft Bocage Bourbonnais, etwa 30 Kilometer westlich von Moulins, auf der Wasserscheide zwischen der Bieudre (Flusssystem Allier) und der Aumance (Flusssystem Cher). Im Süden verläuft das Flüsschen Villesavoie, das hier auch noch Ruisseau de Verne genannt wird.

## Geschichte
Ygrande befindet sich heute an einem wichtigen Straßenknoten, an dem Ort, wo sich in der Frühgeschichte ein Nomadenstamm in der Nähe eines Brunnens niedergelassen hatte.
Der Name Ygrande stammt aus der Zeit der Gallier, als das Dorf an der Grenze zwischen den Biturigen (Berry) und den Arvernern (Auvergne) lag.

### Bevölkerungsentwicklung
| Jahr                       | 1962 | 1968 | 1975 | 1982 | 1990 | 1999 | 2007 | 2018 |
| Einwohner                  | 995  | 1094 | 952  | 901  | 827  | 781  | 768  | 776  |
| Quellen: Cassini und INSEE |      |      |      |      |      |      |      |      |

## Kultur und Sehenswürdigkeiten
Auf der weitläufigen Gemarkung von Ygrande befinden sich das Schloss von Pont-Lung (Ende 15. Jahrhundert), das Herrenhaus von la Grolière (1613), das Schloss von Ygrande (1836), die Kapelle Saint-Roch (17. Jahrhundert) und die Kirche Saint-Martin (12. und 13. Jahrhundert) in romanisch-burgundischem Stil, die von einem hohen Kirchturm mit Steindach überragt wird. Die Kirche ist als Monument historique in der Base Mérimée, der Datenbank des französischen Kulturministeriums klassifiziert.
Eine Tradition in Ygrande ist der Karneval, der seit 1930 im Ort gefeiert wird.

## Wirtschaft und Infrastruktur
Die Viehzucht mit ihren zahlreichen landwirtschaftlichen Betriebe ist auch heute noch der Haupterwerb in der Region. Besonders die Rinderzucht ist hier sehr stark verbreitet. Aber auch der Tourismus gewinnt in den letzten Jahren spürbar an Einfluss. So sind es heute hauptsächlich Niederländer, Engländer und Deutsche, die in der Landschaft der Auvergne ihren Urlaub verbringen.

## Persönlichkeiten
Der Schriftsteller und Landwirt Emile Guillaumin (geboren 1873 und gestorben 1951 in Ygrande) hat die Ortsgeschichte seither stark geprägt. Er wird im Volksmund auch der „Weise von Ygrande“ genannt. Das seiner humanistischen, journalistischen und schriftstellerischen Tätigkeit ist ein Museum in Ygrande gewidmet.